# Don't Think Twice
Don't Think Twice è il quattordicesimo album di Waylon Jennings. Si tratta di una compilation contenente sia brani già in precedenza pubblicati solo come singoli sia brani inediti di inizio carriera, quando il musicista era sotto contratto con la A&M Records.
Quest'album fu pubblicato nel marzo del 1970 per l'etichetta A&M Records e prodotto da Herb Alpert e Jerry Moss, contiene due cover di Bob Dylan, Don't Think Twice e I Don't Believe You, inoltre nella compilation è presente il brano Just to Satisfy You che a differenza di quello uscito nell'album (omonimo al titolo della canzone) del 1969, quello inserito in questa compilation fu registrato nel 1964.

## Tracce
Lato A
1. Don't Think Twice, It's All Right – 3:00 (Bob Dylan)
2. River Boy – 2:30 (Fred Carter)
3. Twelfth of Never – 2:24 (Jerry Livingston, Paul Francis Webster)
4. The Race Is On – 2:30 (Don Rollins)
5. Stepping Stone – 1:51 (Smokey Stover)
6. The Real House of the Rising Sun – 3:35 (Traditional) – Arrangiamento di Waylon Jennings

Lato B
1. Just to Satisfy You – 2:21 (Waylon Jennings, Don Bowman)
2. Kisses Sweeter Than Wine – 2:26 (Paul Campbell, Joel Newman)
3. Unchained Melody – 3:12 (Hy Zaret, Alex North)
4. I Don't Believe You (She Acts Like We Never Have Met) – 4:00 (Bob Dylan)
5. Four Strong Winds – 2:54 (Ian Tyson)

## Musicisti
- Waylon Jennings - voce, chitarra